# Narozeni v 68
Narozeni v 68 (v originále Nés en 68) je francouzský film z roku 2008, který natočili režiséři Olivier Ducastel a Jacques Martineau. Bezmála tříhodinový film zachycuje na osudech skupiny lidí významné momenty francouzských dějin od květnových událostí 1968 do prezidentských voleb v květnu 2007. Dotýká se též vztahů mezi generací hippies a jejich dětí. Do filmu jsou integrovány dobové společenské změny a události během třiceti let jako studentská revolta (1968), zvolení Mitterranda prezidentem (1981), pád Berlínské zdi (1989), aféra s krví kontaminovanou virem HIV (1994), deportace nelegálních přistěhovalců z kostela Saint-Bernard de la Chapelle (1996), přijetí registrovaného partnerství (1999) apod. V ČR byl film uveden v roce 2011 na filmovém festivalu Febiofest.

## Děj
Příběh začíná v Paříži během květnových nepokojů v roce 1968. Catherine, Yves a Hervé studují společně na Sorbonně, je jim 20 let a tvoří milostný trojúhelník. Během obsazení univerzity se radikálně změní jejich život. Catherine jde na nelegální potrat a téměř zemře. Při druhém těhotenství si dceru, jejímž otcem je Yves, ponechá a pojmenuje ji Ludmilla. Všichni se společně s dalšími přáteli ovlivněnými hnutím hippies rozhodnou přestěhovat na opuštěnou farmu na venkově a vytvořit svobodnou komunitu. Usídlí se nedaleko Figeacu v departementu Lot. Zde se seznámí se sousedy Marysou a Sergem, kteří mají syna Christopha. Zpočátku žije komunita v harmonickém vztahu volné lásky. Do komunity přibude i Catherinin bratr Michel, avšak rychle dojde k narušení vztahů vzhledem k nedostatku peněz a tvrdé práci na statku. Obživu poskytuje prodej vypěstované zeleniny a kozího sýra. Jednotliví členové postupně odcházejí, jako první Michel. Odejde Hervé, aby pokračoval v revoluci proti kapitalismu a nakonec se vrátí do Paříže i Yves, takže zůstane na statku jen samotná Catherine se dvěma dětmi, Ludmillou a mladším Borisem. Udržuje statek za pomoci sousedů a svého bratra, který se oženil a přestěhoval se též do blízkosti. Po dlouhé době se objeví Hervé, který je na útěku před policií, neboť zastřelil četníka. Michel ho ukrývá. Když je Hervé objeven, Michel spáchá sebevraždu. Jeho manželka Dalila a syn Joseph zůstanou vypomáhat na statku. V roce 1989 obě děti opouštějí statek. Ludmilla se provdá do Londýna za Íránce Farivara. Boris a Christophe jsou homosexuálové a žijí spolu v Paříži. Oba se nakazí virem HIV a pracují jako dobrovolníci LGBT organizace Act-Up. U Christopha propukne nemoc AIDS dříve a umírá. Boris se dál angažuje v pomoci a pomáhá žadatelům o azyl v kostele Saint-Bernard de la Chapelle a potká Vincenta, který pracuje také jako dobrovolník. U Borise se díky lékům nemoc nerozvine. Catherine navštěvuje pravidelně Hervého ve vězení, který byl odsouzen na doživotí. Po 20 letech je propuštěn, ale s ostatními se odmítne setkat. Catherine se ani po letech nevzdává svých ideálů svobody a volnosti, takže se myšlenkově rozejde s dcerou, která se vdala, i se synem, který obviňuje Mitteranda, že mlčí k problematice AIDS. Když lékaři zjistí Catherine rakovinový nádor, s dětmi se usmíří a umírá. Boris a Vincent uvažují o uzavření registrovaného partnerství. Yves žije s partnerkou v Paříži. Film končí na jaře 2007, kdy jsou prezidentské volby, při nichž postoupí do druhého kola kandidáti pravice Nicolas Sarkozy a Jean-Marie Le Pen. Pro Yvese to znamená zhroucení jeho snů, za které celý život bojoval. Když večer před volbami projíždí po Place de la Bastille, vidí pod Červencovým sloupem mladé demonstranty, kteří představují další generaci Francouzů usilujících o změny ve společnosti.

## Obsazení
| Laetitia Casta   | Catherine  |
| Yannick Renier   | Yves       |
| Yann Trégouët    | Hervé      |
| Christine Citti  | Maryse     |
| Marc Citti       | Serge      |
| Sabrina Seyvecou | Ludmilla   |
| Théo Frilet      | Boris      |
| Édouard Collin   | Christophe |
| Fejria Deliba    | Dalila     |
| Gaëtan Gallier   | Michel     |
| Osman Elkharraz  | Joseph     |
| Slimane Yefsah   | Farivar    |
| Thibault Vinçon  | Vincent    |

## Místa natáčení
Některé scény z filmu se natáčely ve Vincennes u Paříže, včetně manifestace odehrávající se na konci 80. let. Další scény se točily ve Figeacu.